# حلقه آتش (ترانه)
«حلقهٔ آتش» (به انگلیسی: Ring of Fire) آهنگی است که توسط جون کارتر و مرل کیلگور سروده شده است و با خوانندگی جانی کش به محبوبیت رسیده است. این تک‌آهنگ در آلبوم سال ۱۹۶۳ کش به نام حلقه آتش: بهترین‌های جانی کش جای گرفت. آهنگ در اصل توسط خواهر جون ضبط شد.

آهنگ در ۲۵ مارس ۱۹۶۳ ضبط شد و توانست به بهترین تک‌آهنگ دوران حرفه‌ای کش تبدیل شود و در صدر جدول برای هفت هفته باقی ماند. این آهنگ گواهینامه طلا را در ۲۱ ژانویه ۲۰۱۰ از انجمن صنعت ضبط موسیقی ایالات متحده آمریکا کسب کرد و همچنین بالای ۱٫۲ میلیون بار از آن دانلود و فروخته شد.